# Fischbach (Gröbenbach)
Der Fischbach ist ein 4,6 km langer, südlicher und rechter Zufluss des Gröbenbachs im Gebiet der kreisfreien Stadt München und im Gemeindegebiet von Bergkirchen, das im bayerischen Landkreis Dachau liegt. Er gehört zum Flusssystem der Isar.

## Verlauf
Der Fischbach entspringt im Westen des Münchener Stadtgebiets. Seine Quelle liegt östlich des Waldgebiets Aubinger Lohe am Westrand der Kolonie I des Stadtteils Lochhausen.
Der Fischbach fließt in überwiegend nördliche Richtungen durch Lochhausen. Dort unterquert er die Bahnstrecke München–Augsburg beim Bahnhof München-Lochhausen und etwa 3 Bachkilometer unterhalb davon etwas nordwestlich der Anschlussstelle München Langwied die Bundesautobahn 8. Hiernach durchfließt der Bach den äußeren Südteil des Gemeindegebiets von Bergkirchen.
Der Fischbach mündet auf der Grenze von Bergkirchen zur Stadt Olching, das im benachbarten Landkreis Fürstenfeldbruck liegt, auf seinen letzten Metern von Südosten heran fließend direkt südlich der Bundesautobahn 99 in den dort von Süden kommenden Amper-Zufluss Gröbenbach.